# Teresa Rabal

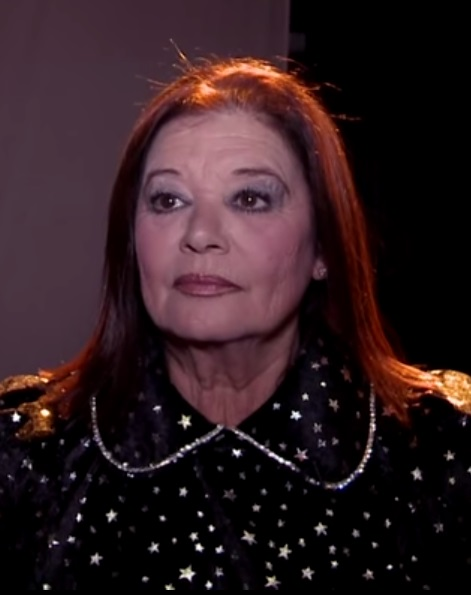
Teresa Rabal

Teresa Rabal (* 5. November 1952 in Barcelona) ist eine spanische Sängerin. Sie ist die Tochter von Francisco Rabal.
Ihr größter Hit Veo Veo hat sich in den letzten Jahren über die Kinderanimationen (Mini Discos) in den Ferienclubs vor allem in Spanien verbreitet und zum meistgesuchten spanischen Musiktitel der letzten Jahre entwickelt. Zweiter großer Teresa Rabal Hit, ebenso bekannt aus der Mini Disco: El Tren.
Im Sommer 2004 produzierte die Latino-Pop-Band Hot Banditoz partytaugliche Cover-Versionen von Veo Veo und El Tren. Erstere landete auf Platz 3 der deutschen Charts und wurde der Sommerhit 2004. El Tren erreichte Platz 42.